# Wspólnota administracyjna Kirchweidach
Wspólnota administracyjna Kirchweidach – wspólnota administracyjna (niem. Verwaltungsgemeinschaft) w Niemczech, w kraju związkowym Bawaria, w rejencji Górna Bawaria, w regionie Südostoberbayern, w powiecie Altötting. Siedziba wspólnoty znajduje się w miejscowości Kirchweidach.
Wspólnota administracyjna zrzesza 4 gminy: 
- Feichten an der Alz, 1 187 mieszkańców, 17,91 km²
- Halsbach, 953 mieszkańców, 22,08 km²
- Kirchweidach, 2 293 mieszkańców, 20,16 km²
- Tyrlaching, 972 mieszkańców, 20,54 km²